# Kaernefia
Kaernefia is een geslacht van korstmossen behorend tot de familie Teloschistaceae. De typesoort is Kaernefia kaernefeltii.

## Soorten
Volgens Index Fungorum telt het geslacht drie soorten (peildatum maart 2022):
| Soortnaam                | Auteur(s)                                                                               | Publicatiejaar |
| ------------------------ | --------------------------------------------------------------------------------------- | -------------- |
| Kaernefia albocrenulata  | (S.Y. Kondr. & V. Wirth) S.Y. Kondr., A. Thell, Elix, Jung Kim, A.S. Kondr. & Hur       | 2013           |
| Kaernefia gilfillaniorum | (Kantvilas & S.Y. Kondr.) S.Y. Kondr., A. Thell, Elix, Jung Kim, A.S. Kondr. & Hur      | 2013           |
| Kaernefia kaernefeltii   | (S.Y. Kondr., Elix & A. Thell) S.Y. Kondr., A. Thell, Elix, Jung Kim, A.S. Kondr. & Hur | 2013           |